# Lorenz d'Autriche-Este
Titre
Prétendant au trône de Modène
Depuis le 7 février 1996
(29 ans, 5 mois et 24 jours)
Lorenz d'Autriche-Este, né le 16 décembre 1955 à Boulogne-Billancourt, est un membre de la maison d'Autriche (Habsbourg-Lorraine) et porte les titres de courtoisie d'archiduc d'Autriche-Este, duc de Modène, prince de Hongrie, de Croatie et de Bohême. Par son union avec la princesse Astrid, fille du roi Albert II, il fait également partie de la famille royale belge et a été fait prince de Belgique en 1995.

## Biographie

### Jeunesse et études

#### Enfance, études primaires et secondaires (1955-1976)
L'archiduc Lorenz est né à Boulogne-Billancourt le 16 décembre 1955. Il est le premier fils et le deuxième enfant de l'archiduc Robert d'Autriche-Este et de la princesse Margherita de Savoie-Aoste. L'archiduc est baptisé par le cardinal Paolo Marella, alors nonce apostolique en France,  le 28 décembre 1955 à Saint-Nom-la-Bretèche, dans le département des Yvelines. Son parrain est son oncle paternel l'archiduc Otto de Habsbourg-Lorraine, tandis que sa marraine est sa tante maternelle la princesse Marie-Christine de Savoie-Aoste. La famille a vécu en région parisienne puis à Mulhouse et enfin en Suisse où l’archiduc Robert fut à la tête d’une banque privée,,.
L'archiduc Lorenz effectue donc ses études primaires et secondaires en France, au collège La Salle Passy Buzenval, à Rueil-Malmaison, où il obtient également son baccalauréat économique (série B) avec mention en 1976.

#### Service militaire et études supérieures (1976-1983)
En 1976 et 1977, il effectue son service militaire dans un régiment de chasseurs alpins de l'armée fédérale autrichienne et devient finalement capitaine de réserve.
Il suit ensuite les cours de l'université de Saint-Gall en Suisse entre 1978 et 1981, puis de l'université d'Innsbruck en Autriche entre 1981 et 1983. En 1983, il obtient ainsi une maîtrise avec mention en sciences économiques et politiques, spécialité « budget et financement de la Communauté européenne »,,.
Durant cette période, son intérêt pour le secteur bancaire se concrétise par plusieurs stages, d'abord à la Hambros Bank de Londres en 1979, puis à la Banco di Santo Spirito de Rome en 1981.

### Activités professionnelles

#### Début de carrière en Suisse (1983-1993)
Ses études achevées, il s'installe à Bâle en Suisse. Il y poursuit une carrière dans la finance et le conseil bancaire, comme son père l'archiduc Robert d'Autriche-Este avant lui, notamment pour la banque privée E. Gutzwiller & Cie,. C'est également à cette période qu'il épouse, le 22 septembre 1984, la princesse Astrid de Belgique, qui emménage ainsi à Bâle,,.
En 1985, il passe 6 mois à Paris, au Crédit commercial de France, puis devient fondé de pouvoir de la banque privée E. Gutzwiller & Cie. Promu directeur en 1987, il devient associé gérant (partner) de la banque en 1990, poste qu'il occupe encore en 2021.
Après neuf années passées à Bâle et à la suite de l'abolition de la loi salique dans la constitution belge, la princesse Astrid entre dans l'ordre de succession et le couple princier ainsi que leurs enfants déménagent en Belgique en 1993 à la demande du roi Baudouin : d'abord dans un immeuble de la rue Brederode derrière le palais royal de Bruxelles,, puis dans la villa Schonenberg près du château du Stuyvenbergh, propriété de la Donation royale,,.

#### Depuis 1993
En 1993, l'archiduc Lorenz, intègre la SWIFT SC Bruxelles comme conseiller du directeur général, poste qu'il occupe jusqu'en 1995, année où il devient conseiller au directoire de Paribas. En parallèle, il est également conseiller au directoire de Cobepa S.A. entre 1997 et 2000. Avec la fusion de Paribas et de la BNP, il devient conseiller de la direction générale de BNP Paribas en 1999, poste qu'il occupe quinze ans (jusqu'en 2014).
Au cours de sa carrière, il a été aussi administrateur de nombreuses sociétés, notamment du groupe Paribas International B.V. (1997-2000), de la société Sita S.A. France (1998-2008), de l'Union chimique belge (2001-2011) où il est membre du conseil d'audit, de Suez Environnement (2008-2019) où il est président du comité des nominations et du comité des rémunérations ainsi que membre du comité éthique et développement, du SIX Group, bourse suisse (2014-) où il est membre du comité d'audit, et de la Wordline S.A. France (2019-) où il est membre du comité de stratégie et d'investissement et président du comité de nomination et rémunération,,.

### Engagements associatifs
Le prince accompagne de temps en temps son épouse lors d'événements publics ou de visites d'État,,.
En 1997, il est l'un des membres-fondateurs de l'association sans but lucratif La Chaîne de l'espoir, une ONG qui intervient dans le domaine médical pour « donner à chacun et en particulier aux enfants les mêmes chances de survie et de développement »,,.
En outre, il est président d'honneur de l'Association royale des demeures historiques et jardins de Belgique depuis 2004, du Fonds du Patrimoine de la Fondation Roi Baudouin et de l'ordre teutonique de Belgique. Il accorde depuis 2005 son haut patronage à Europae Thesauri, une association internationale des trésors et musées d'églises, dont le siège est établi au Trésor de la cathédrale de Liège,,.
Hors de Belgique, il est également membre d'honneur de la Spanische Hofreitschule (École espagnole d'équitation de Vienne), membre du Conseil royal de la Couronne roumaine (depuis 2015), et membre de la Confrérie de l'Église Santa Maria dell'Anima (depuis 2017).

## Famille

### Descendance
Le 22 septembre 1984, l'archiduc Lorenz d’Autriche-Este épouse à Bruxelles, dans l'Église Notre-Dame du Sablon de Bruxelles, la princesse Astrid de Belgique, fille du prince Albert, prince de Liège (futur Albert II) et de la princesse Paola. Ils ont cinq enfants qui portent le titre de prince et princesse de Belgique et la qualification d'altesse royale par décret royal du 12 décembre 1991 :
1. le prince Amedeo de Belgique (né le 21 février 1986), épouse à Rome le 5 juillet 2014 Elisabetta Rosboch von Wolkenstein, d'où deux filles et un fils :
  1. l'archiduchesse Anna-Astrid d'Autriche-Este (née le 17 mai 2016) ;
  2. l'archiduc Maximilian d'Autriche-Este (né le 6 septembre 2019) ;
  3. l'archiduchesse Alix d'Autriche-Este (née le 2 septembre 2023)[19] ;
2. la princesse Maria Laura de Belgique (née le 26 août 1988), épouse à Bruxelles le 10 septembre 2022 William Isvy (né le 9 mars 1991)[20],[21], d'où un fils :
  1. Albert Isvy (né le 26 janvier 2025)[22] ;
3. le prince Joachim de Belgique (né le 9 décembre 1991) ;
4. la princesse Luisa Maria de Belgique (née le 11 octobre 1995) ;
5. la princesse Laetitia Maria de Belgique (née le 23 avril 2003)[23],[15],[24].

### Ascendance
Ses grands-parents paternels étaient Charles Ier et Zita, les derniers souverains de l'Empire austro-hongrois. L'empereur Charles Ier a été béatifié en 2004 alors que le procès en béatification de l'impératrice Zita est en cours.
Il est également lié aux Orléans par sa grand-mère maternelle, Anne d'Orléans (1906-1986), princesse de France, et sœur de feu le prince Henri d'Orléans (1908-1999), comte de Paris. Son grand-père maternel est Amédée de Savoie-Aoste, 3e duc d'Aoste, qui fut nommé en 1937 vice-roi d’Ethiopie puis gouverneur général d'Afrique orientale italienne,.
L'archiduc Lorenz est également descendant de la noblesse belge. En effet, par sa mère Margherita de Savoie-Aoste, il descend de la maison de Mérode via Louise de Mérode-Westerloo, mère de Maria Vittoria dal Pozzo et belle-mère d'Amédéo Ier d'Aoste, roi d'Espagne de 1870 à 1873. Louise est la fille du comte Werner de Mérode et la nièce des comtes Félix de Mérode et Frédéric de Mérode. Frédéric est un martyr de la révolution belge, menant à l'indépendance belge. Werner et Félix furent membres du Congrès national qui a voté la Constitution belge et élu le roi Léopold Ier de Belgique,,,.

## Titulature et armes

### Au sein de la maison de Habsbourg

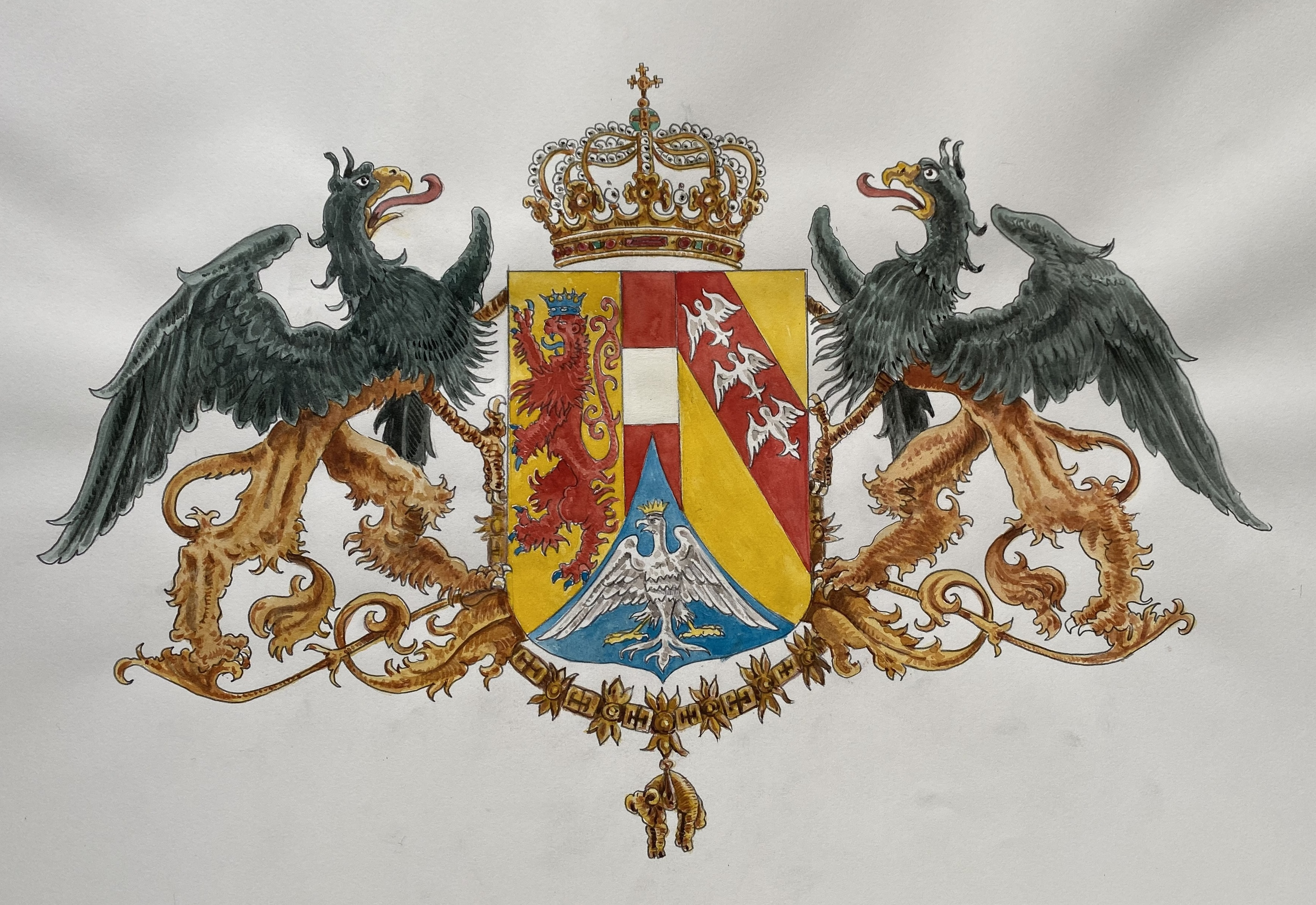
Armoiries du prince Lorenz de Belgique, archiduc d'Autriche-Este

- 16 décembre 1955 - 2 décembre 1991 : Son Altesse Impériale et Royale l'archiduc Lorenz d'Autriche-Este, prince impérial d'Autriche, prince royal de Hongrie, de Bohême et de Croatie[1],[28] (naissance) ;
- 2 décembre 1991 - 7 février 1996: Son Altesse Impériale et Royale l'archiduc Lorenz d'Autriche-Este, prince de Belgique, archiduc d'Autriche-Este, prince royal de Hongrie, de Bohême et de Croatie (mariage).
- depuis le 7 février 1996 : Son Altesse Impériale et Royale l'archiduc Lorenz d'Autriche-Este, prince de Belgique, archiduc d'Autriche-Este, prince royal de Hongrie, de Bohême et de Croatie, duc de Modène[1],[29],[6].

Armes : « tiercé en pal (1) d'or au lion de gueules armé, lampassé et couronné d'azur, (2) de gueules à la fasce d'argent et (3) d'or à la bande de gueules chargée de trois alérions d'argent (Habsbourg-Lorraine), mantelé d'azur à l'aigle d'argent, becquée, languée et couronnée d'or (Este) ».

### En Belgique
- 22 septembre 1984 - 10 novembre 1995 : archiduc Lorenz d'Autriche-Este
- depuis le 10 novembre 1995 : Son Altesse Royale le prince Lorenz de Belgique, prince de Belgique, archiduc Lorenz d'Autriche-Este (mariage)[5].

En Belgique, il est connu comme S.A.R. le prince Lorenz de Belgique alors qu'au niveau international, il est connu comme S.A.I.R. le prince Lorenz de Belgique, archiduc d'Autriche-Este,,,.

## Distinctions et décorations
- Grand cordon de l'ordre de Léopold (Belgique, 2000)[34]
- Grand-croix de l'ordre du Mérite civil (Espagne, 2000)[35].
- 1285e chevalier de l'ordre de la Toison d'or de la Maison d'Autriche[36].
- Grand-croix de l'ordre de la Couronne (Pays-Bas)[37]
- Grand-croix, 1re classe de l'ordre du Mérite[38]
- Chevalier grand-croix de l'ordre équestre du Saint-Sépulcre de Jérusalem (Vatican, 2023)